# 후카노미촌
후카노미촌(深海村)은 나가사키현 기타타카키군에 설치되었던 촌이다. 현재의 이사하야시에 해당한다.

## 역사
- 1889년 4월 1일 - 정촌제 시행에 의해 기타타카키군 후카노미촌이 성립하였다.
- 1956년 9월 20일 - 유에정, 오에촌, 후카노미촌과 합병해 다카기정이 성립하여, 후카노미촌은 소멸하였다.

## 교통

### 철도
촌내에 일본국유철도 나가사키 본선이 지나가지만 역은 설치되어 있지 않는다.

## 참고문헌
- 角川日本地名大辞典 42 長崎県